# Dạng toàn phương
Trong toán học, một dạng toàn phương là một đa thức với các số hạng có bình phương. Ví dụ
là một dạng toàn phương với các biến x và y. Các hệ số thường thuộc một trường K cố định, chẳng hạn như số thực hoặc số phức.
Các dạng toàn phương chiếm vị trí trung tâm trong nhiều nhánh toán học khác nhau, bao gồm lý thuyết số, đại số tuyến tính, lý thuyết nhóm (nhóm trực giao), hình học vi phân (metric Riemann, dạng cơ bản thứ hai), tô pô vi phân (dạng giao của 4-đa-tạp) và lý thuyết Lie (dạng Killing).

## Định nghĩa
Một dạng toàn phương trên một trường K là một ánh xạ {\displaystyle q:V\to K} từ một không gian vectơ hữu hạn chiều trên K vào K sao cho tồn tại một dạng song tuyến tính {\displaystyle \eta :V\times V\to K} thỏa mãn
- {\displaystyle q(u)=\eta (u,u)}[1]

Hệ quả: với mọi {\displaystyle a\in K,v\in V}, {\displaystyle q(av)=a^{2}q(v)}.
Cụ thể hơn, ta có một biểu diễn dưới dạng đa thức:
{\displaystyle q(x_{1},\ldots ,x_{n})=\sum _{i=1}^{n}\sum _{j=1}^{n}a_{ij}{x_{i}}{x_{j}},\quad a_{ij}\in K.}
Sử dụng ma trận A = (aij), ta có thể viết lại công thức trên dưới dạng
{\displaystyle q(x)=x^{\mathrm {T} }Ax.}
Nếu đặc số của trường K khác 2
- Ma trận hệ số A của q có thể được thay thế bằng ma trận đối xứng (A + AT)/2.
- Dạng song tuyến tính {\displaystyle \eta } có thể được tính theo {\displaystyle q}: {\displaystyle \eta (\alpha ,\beta )={\frac {1}{2}}(q(\alpha +\beta )-q(\alpha )-q(\beta ))}[1]